# Trans Air Bretagne
Trans Air Bretagne (code OACI : TRB) était une compagnie aérienne française basée sur l'aéroport de Quimper, en Bretagne et assurant des vols à la demande au départ de Quimper et du Nord de la Bretagne.

## Histoire
La compagnie Trans Air Bretagne a été créée le 21 janvier 1973,.
Elle a obtenu son certificat de transporteur aérien en 1974.
L'avion unique, un Cessna F-402 immatriculé F-GAMU a été immatriculé en février 1977 par la société HEMA, propriété de la famille Marchadour.
La société HEMA a été créée en 1936 par Henri Marchadour et est spécialisée dans la fabrication de sertisseuse pour les conserveries comme Saupiquet ou Chancerelle. 
La société fut transmise à son fils Jean-Charles Marchadour, le Président-directeur général de Trans Air Bretagne.
Elle assurait des vols à la demande de l'aéroport de Quimper-Pluguffan et des aéroports des côtes Nord de la Bretagne en effectuant des vols en turbopropulseur de 1 h 30 à 3 h de vol vers Amsterdam, Francfort, Zurich, Lyon, Perpignan, Saint-Jacques-de-Compostelle, Cork et Londres.
Elle assurait fréquemment des vols vers le Nord de l'Afrique et des lignes saisonnières.
Elle est l'une des nombreuses sociétés aériennes bretonnes comme Rousseau Aviation, Brit Air "Brittany Air International", Air Lorient, Air Ouest, Air Bretagne, Finistair, Thalass Air (ou Air Bobet), Diwan, Bretagne Air Services ou Air Bretagne Service.
Le directeur général a été Yves Marchadour, le fils de Jean-charles Marchadour. Le Président du conseil d'administration était M. Yves Barazer.
Le 25 septembre 1989, la compagnie avait été reprise par Denis Mevel (1 part) et sa société "Plus International" de Quimper (1 999 parts), propriétaire des enseignes Cuisine Plus, Bain Plus et Cheminés Plus. Denis Mevel avait acheté les parts sociales à Jean-Charles, Liliane, Yves et Luce Marchadour ainsi qu'à leur société "Hema Technologies". Il avait quelques mois plus tard, revendu sa part sociale à Dominique Nicolet qui devenait le nouveau gérant.
Elle cesse ses vols en 1993 à la suite de l'abrogation de son autorisation de transport.
Malgré un bénéfice de 13 288 francs en 1993, les associés procédaient à la liquidation à l'amiable de la compagnie, la compagnie avait généré des pertes les années antérieures ( + de 200 000 francs).

## Le réseau
Europe, Grande-Bretagne, France et Nord de l'Afrique. 

## Flotte
- Cessna 402B II immatriculé F-GAMU[13].